# داريل كاتس
داريل كاتس هو شخصية أعمال ومحامي كندي، ولد في 31 مايو 1961 في إدمونتون في كندا.